# David Stuart (1er comte de Strathearn)
Pour les articles homonymes, voir David Stuart et Stuart.
David Stewart (1357 -v.1386) est un noble écossais, fils aîné du second mariage du roi Robert II d'Ecosse avec Euphémie de Ross. 
Le 26 mars 1371 Robert II monte sur le trône. Le lendemain, son fils David lui rend hommage pour le titre de Comte de Strathearn. 
Le 19 juin de la même année, il obtient une charte de la baronnie de Urquhart. Il reçoit le Château de Braal en Caithness 21 mars 1375, ce qui lui confère le titre de comte de Caithness. 
Il est impliqué dans un conflit majeur avec son demi-frère aîné, Alexandre Stewart, comte de Buchan, qui occupe son château d'Urquhart en 1385. David Stewart meurt vraisemblablement en mars 1386 ou au plus tard en 1389. 
Sa femme semble avoir été une fille de Sir Alexander Lindsay de Glenesk, et la sœur de David Lindsay, 1er comte de Crawford. Ils ont eu une fille, Euphemia qui héritera des titres de comtesse de Strathearn et de Caithness qui est promise avant 1400 et épouse en 1406 Patrick Graham 2e comte de Strathearn de jure uxoris.

## Source
- (en) Cet article est partiellement ou en totalité issu de l’article de Wikipédia en anglais intitulé « David Stewart, Earl of Strathearn » (voir la liste des auteurs).